# 扎维耶
扎维耶（英語：Az Zawiyah，又译扎维亚），阿拉伯文的別名有Az Zawiyah Al Gharbiyah, 阿拉伯語：, Ḩārat az Zāwiyah, Al Ḩārah, El-Háraand Haraf Az Zāwīyah，是位于利比亚北部的一座临海城市，这座城市位于的黎波里以西50公里（31英里）。是扎维耶省的首府。1973年和1984年的人口普查中，这座城市约有10万居民，是利比亚人口排名第四的城市。2006年约有291000人。附近有油田和利比亚的两个最重要的炼油厂之一。

## 2011年利比亚内战
2011年利比亚内战期间，扎维耶周边地区效忠于穆阿迈尔·卡扎菲的军队与反对派展开了激烈的战斗。城市也变成了一片废墟，治安极差，曾经有儿童在光天化日之下被枪杀。医院也在轰炸中被摧毁。
3月10日，扎维耶被卡扎菲势力夺回。这里的起义皆被镇压。反抗军只能采取游击战的策略。
6月11日，一群反抗军控制了一些道路，忠于卡扎菲的部队关闭了一条公路。
8月14日，据反对派控制的“自由利比亚”电视台报道，反抗军当天已攻入位于利首都的黎波里以西约70公里的重镇苏尔曼，并与卡扎菲军队发生激烈交火，反抗军有9人死亡、约19人受伤。报道称，反抗军已经完全控制苏尔曼及其通往扎维耶市的沿海道路，控制苏尔曼意在切断的黎波里与突尼斯边境的联系。此前，反抗军宣布已攻占位于的黎波里以西约50公里的城市扎维耶，并占领位于西部奈富塞山区北端的盖尔扬市，从而控制了的黎波里与西部山区之间的交通要道。反对派军方发言人艾哈迈德日前在班加西举行的新闻发布会上也表示，反抗军的包围圈已经缩小到了的黎波里周边50公里以内的地方，具有战略意义的位于的黎波里以西约50公里的城市扎维耶已于14日被他们占领。

## 体育
扎维耶最大的运动场是扎维耶运动场，主要用于足球赛。